# 金瓜寮 (高雄市)
金瓜寮，原寫為金瓜藔，是臺灣高雄市美濃區的一個傳統地域名稱，位於該區西部偏南。相較於今日行政區，其範圍大致包括德興里、清水、吉和里北部邊界地帶，以及旗山區的東平里南端。
本地區境內主要聚落為金瓜藔、清水港、公館，設有南隆國中、吉洋國小。

## 歷史
台灣日治初期，金瓜寮地區為一街庄，稱為「金瓜藔庄」（舊制街庄），隸屬於港西上里。該庄昔日北邊西至中段與瀰濃庄為鄰，北邊東段及東邊北至中段與中壇庄為鄰，東邊南段及南邊東段為吉洋庄，南邊中至西段為手巾藔庄，西邊為旗尾庄。
1901年（日治明治三十四年）11月11日，全台廢縣廳改設二十廳，該庄隸屬於阿猴廳。1904年（明治三十七年）4月1日，該庄改隸屬於蕃薯藔廳。1909年（明治四十二年）10月25日，全台合併二十廳為十二廳，該庄改隸屬於阿緱廳。1920年（大正九年）10月1日，全台地方制度大改正，廢十二廳改設五州二廳，該庄改制並雅化為「金瓜寮」大字，隸屬於高雄州旗山郡美濃庄（新制街庄）。1943年（昭和十八年）10月1日，美濃庄升格為美濃街。
戰後美濃街改制為美濃鎮，隸屬於高雄縣，大字亦改制為里。1950年（民國39年）10月1日，高、屏分治，美濃鎮仍隸屬於高雄縣。2010年（民國99年）12月25日，高雄縣、市合併為直轄高雄市，美濃鎮改制為美濃區。

## 聚落
本地區發展較早的聚落為金瓜藔、清水港、公館，在日治初期的官方地圖上已有記載。

## 交通
省道台3線俗稱「內山公路」，是台北至屏東的幹道，經過本地區西南端。由該道路北行可前往旗山區、內門區、臺南市南化區、玉井區等地；南行可前往旗山區東部凸出部分、屏東縣里港鄉、九如鄉、屏東市等地。
區道高93線是中潭（應為中壇）至手巾寮的道路，經過本地區的金瓜藔聚落西側。
區道高95線是中壇至吉洋的道路，經過本地區的金瓜藔、清水港等聚落。
區道高98線是金瓜寮至五隻寮的道路，其西側端點（起點）位於本地區北部偏東、金瓜藔聚落東北郊的區道高95線路口，由此向東南東會經過本地區的公館聚落北郊。
區道高99線是美濃至外六寮的道路，經過本地區的東部邊界地帶。

## 學校
- 南隆國中
- 吉洋國小（大部分）